# Bebnum
Bebnum, tudi Babnum, Bebnem in Babnem, je malo znan vladar Spodnjega Egipta iz drugega vmesnega obdobja Egipta, ki je vladal v zgodnjem ali srednjem 17. stoletju pr. n. št. 

## Kronološki položaj
Po Jürgenu von Beckerathu je bil štirinajsti kralj Šestnajste egipčanske dinastije in vazal hiških kraljev Petnajste dinastije. Njegovo trditev je nedavno zavrnil Kim Ryholt, ki v svoji študiji o drugem vmesnem obdobju Egipta iz leta 1997 ugotavlja, da so kralji Šestnajste dinastije vladali od okoli 1650 do 1580 pr. n. št. kot neodvisni vladarji Tebanskega kraljestva. Ryholt zato na Bebnuma, ki je imel semitsko ime, gleda kot na 34. kralja Štirinajste dinastije, v kateri so bili vladarji kanaanskega porekla. Bebnum je iz Avarisa vladal vzhodni Nilovi delti kot tekmec Trinajste dinastije, ki je vladala iz Memfisa.  Nekateri egiptologi,  na primer Darrell Baker in Janine Bourriau, se z njeno analizo strinjajo, drugi pa ne.

## Dokazi
Bebnum je dokazan na enem samem izoliranem fragmentu Torinskega seznama kraljev, ki je bil sestavljen v ramzeškem obdobju in služi predvsem kot zgodovinski vir za kralje drugega vmesnega obdobja. Dejstvo, da omenjeni fragment ni povezan z  ostalim  dokumentom, otežuje zanesljivo časovno umestitev njegovega vladanja.  Analiza papirusovih vlaken je Ryholta privedla do zaključka, da fragment spada v 28. vrstico 9. kolone  Torinskega seznama kraljev.